# Eadwig của Anh
Eadwig, cũng viết là Edwy (mất ngày 1 tháng 10 năm 959), đôi khi được gọi là Eadwig Công chính (All-Fair), là Vua của Anh từ năm 955 cho đến khi ông mất sớm.
Là con lớn của Edmund I và Ælfgifu xứ Shaftesbury, Eadwig trở thành vua vào năm 955 ở tuổi 15 sau cái chết của chú ông, Eadred. Triều đại ngắn ngủi của Eadwig đã bị hoen ố bởi những tranh chấp với quý tộc và những người của nhà thờ, bao gồm cả Đức Tổng Giám mục Dunstan và Oda. Ông mất năm 959, cai trị chưa đầy bốn năm. Ông được chôn cất ở thủ đô Winchester. Anh trai Edgar Hoà bình đã kế vị ông.

## Vua Anh

### Mối thù với Dunstan
Theo thời trẻ của Thánh Dunstan, được viết vào khoảng năm 1000, Eadwig rời khỏi bữa tiệc theo sau lễ đăng quang của ông ở Kingston upon Thames, và được tìm thấy với một người phụ nữ quý tộc tên Æthelgifu và con gái bà. Dunstan kéo ông trở lại bữa tiệc, kiếm được sự thù hằn của Eadwig và hai người phụ nữ, và tại sự xúi giục của Æthelgifu, Dunstan đã bị tước quyền cai trị Glastonbury và bị buộc phải lưu vong.
Biên niên sử Anglo-Saxon nói về việc gia nhập của Eadwig và Dunstan chạy trốn khỏi Anh, nhưng không giải thích được tại sao Dunstan bỏ trốn. Do đó, bản báo cáo về mối thù giữa Eadwig và Dunstan có thể được dựa trên một sự kiện thực sự của một cuộc tranh cãi chính trị để giành quyền lực giữa một vị vua trẻ và các quan chức nhà thờ quyền lực muốn kiểm soát nhà vua và người sau đó đã truyền bá huyền thoại này để bôi đen danh tiếng của mình, hoặc nó có thể chỉ là văn hóa dân gian; Biên niên ký cũng kể về việc Oda gác lại cuộc hôn nhân của nhà vua với lý do Eadwig và vợ "quá liên quan".
Trong cuộc cãi vã với Dunstan và Cynesige, giám mục của Lichfield tại lễ đăng quang được ghi lại trong Biên niên sử Anglo-Saxon và trong biên niên sử sau này của John xứ Worcester và được viết bởi các nhà sư ủng hộ vị trí của Dunstan. "Kỵ binh" trong câu hỏi bao gồm Eadwig (khi đó chỉ mới 16 tuổi) đang rời xa bữa tiệc với Ælfgifu và mẹ bà Æthelgifu. Sau đó, ông kết hôn với Ælfgifu.

### Huỷ bỏ cuộc hôn nhân
Việc hủy bỏ hôn nhân của Eadwig và Ælfgifu là bất thường ở chỗ nó trái với ý muốn của họ, rõ ràng là có động cơ chính trị bởi những người ủng hộ Dunstan. Giáo hội tại thời điểm đó coi bất kỳ sự kết hợp nào trong vòng bảy độ quan hệ là loạn luân. Vào thời điểm đó, "độ" đã đạt được bằng cách đếm đến tổ tiên chung: một người anh em họ thứ hai sẽ có liên quan trong mức độ thứ ba.

### Sự chia cắt của vương quốc
Dunstan, trong khi lưu vong, đã bị ảnh hưởng bởi Benedictines xứ Flanders. Một phái ủng hộ Dunstan, thân Benedictine bắt đầu thành lập xung quanh lãnh thổ nửa người nửa đông của Athelstan ở Đông Anglia và hỗ trợ em trai của Eadwig là Edgar.
Thất vọng vì sự áp đặt của nhà vua và được Đức Tổng Giám mục Oda của Canterbury ủng hộ, Thanes của Mercia và Northumbria đã chuyển lòng trung thành của mình sang anh trai của Eadwig là Edgar. Năm 957, thay vì chứng kiến đất nước rơi vào nội chiến, giới quý tộc đã đồng ý chia vương quốc dọc theo sông Thames, với Eadwig giữ Wessex và Kent ở phía nam và Edgar cai trị ở phía bắc.
Eadwig mất khi còn trẻ vào năm 959, trong hoàn cảnh không rõ ràng, và được chôn cất ở Winchester. Ông được kế vị bởi anh trai Edgar, người đã thống nhất vương quốc.